# Naturally (chanson de Selena Gomez)
Pour les articles homonymes, voir Naturally.
Singles de Selena Gomez & the Scene
Falling Down Round and Round
Pistes de 'Kiss and Tell'
Crush The Way I Loved You
Naturally est une chanson interprétée par le groupe américain : Selena Gomez & the Scene et est tiré de leur premier album, Kiss and Tell. La chanson sert de deuxième single de l'album aux États-Unis et dans quelques autres pays. Il a été produit par Antonina Armato et Tim James qui a écrit la chanson avec Devrim Karaoglu. Musicalement, Naturally est une chanson pop qui repose sur des styles comme la synthpop et la dance-pop. Les paroles de la chanson parle d'une relation dans laquelle les sentiments ne sont pas forcés et le protagoniste chante de leur bonheur.
La chanson  a commencé à avoir du succès le 19 janvier 2010. Naturally a reçu des critiques positives, avec des critiques en complément de son électro et de dancefloor. La chanson atteint le top dix au Royaume-Uni, Slovaquie, Hongrie, Irlande. Le single a atteint nombre de vingt-neuf sur le Billboard Hot 100, le numéro douze sur le graphique des chansons pop, et elle a dépassé le tableau Hot Dance Club Play.
Il a ensuite été certifié platine aux États-Unis par la RIAA et au Canada par la CRIA.

## Critiques
Bill Lamb de About.com a classé la chanson parmi les meilleurs titres de Kiss and Tell. Mikael Wood de Billboard a donné la chanson un bilan positif, déclarant qu'il « a un crochet juteux et instantanément inoubliable sons vocales ». En un examen de l'album, Robert Copsey du digital Spy a inventé la chanson « électro-battant », ajoutant que c'était « aussi innocente que l'anneau de pureté sur le doigt de Selena et sa voix joue parfaitement ». Copsey a également déclaré que le crochets impressionnants présents dans la chanson ne figure pas sur l'album nulle part ailleurs. La note finale fut 4,5 sur 5 étoiles.

## Performance
Après avoir commencé à la 66e place du Top Billboard US Hot Songs Cette vente digitale a nommé la chanson comme étant le Hot Shot Debut dans le Billboard 100 et est arrivé à la 39e place le 9 janvier 2010 et atteint quelques jours après la 29e place dans le Hot 100 et à la 18e place dans le Top Hot 100 du Canada. Dans la semaine du 13 février 2010, le single a été diffusé sur la radio et a commencé à la 40e place aux États-Unis dans le US Pop Songs Chart et à la 39e place dans le Top Hot Dance Club Songs et a atteint la première place en quelques semaines. La chanson a été certifié Disque de platine aux États-Unis par la RIAA.
En septembre 2010, le single s'est vendu à plus de 1 458 000 de copies.Il a aussi été certifié Disque de platine au Canada par la CRIA après avoir vendu plus de 80 000 copies. Naturally a commencé à la 46e place en Australie et à la 20e place en Nouvelle-Zélande. Naturally est entré dans les charts anglais en commençant à la 7e place du Top. 

## Liste des pistes et formats
| - Naturally (The Remixes) - EP ( États-Unis) 1. "Naturally" (Radio Edit) - 3:08 2. "Naturally" (Dave Audé Remix) - 4:01 3. "Naturally" (Ralphi Rosario Remix) - 3:39 4. "Naturally" (Disco Fries Remix) - 3:57 - Royaume-Uni iTunes single 1. "Naturally" (UK Radio Mix) - 3:05 2. "Naturally" (Instrumental) - 3:22 | - Royaume-Uni Remixes - EP 1. "Naturally" (Dave Audé Club Mix) - 7:43 2. "Naturally" (Ralphi Rosario Extended Mix) - 9:07 3. "Naturally" (Disco Fries Extended Mix) - 5:26 - Royaume-Uni Radio Mix - Promo CD Single 1. "Naturally" - 3:05 - Allemagne CD single 1. "Naturally" - 3:08 2. "Kiss and Tell" - 3:17 |

## Crédits et personnels
- Auteur-compositeur : Antonina Armato, Tim James, Devrím Karaoglu
- Réalisateur artistique : Antonina Armato, Tim James, Devrím Karaoglu (coproduction)
- Mixage : Tim James, Paul Palmer

Source

## Classements et certifications
| Classement (2010)                       | Meilleure position |
| --------------------------------------- | ------------------ |
| Australie (ARIA)                        | 46                 |
| Autriche (Ö3 Austria Top 40)            | 37                 |
| Belgique (Flandre Ultratop 50 Singles)  | 7                  |
| Belgique (Wallonie Ultratop 50 Singles) | 10                 |
| Canada (Hot 100)                        | 18                 |
| Europe (Hot 100)                        | 19                 |
| Allemagne (Media Control AG)            | 14                 |
| Hongrie (Single Top 40)                 | 4                  |
| Irlande (IRMA)                          | 7                  |
| Nouvelle-Zélande (RMNZ)                 | 20                 |
| Écosse (OCC)                            | 5                  |
| Slovaquie (IFPI Rádio)                  | 2                  |
| Espagne (PROMUSICAE)                    | 36                 |
| Suède (Sverigetopplistan)               | 56                 |
| Suisse (Schweizer Hitparade)            | 54                 |
| Royaume-Uni (UK Singles Chart)          | 7                  |
| États-Unis (Hot 100)                    | 29                 |
| États-Unis (Dance Club Songs)           | 1                  |
| États-Unis (Pop Airplay)                | 12                 |

| Classement (2010)                          | Position |
| ------------------------------------------ | -------- |
| Belgique (Flandre) Classement single       | 53       |
| Belgique (Wallonie) Classement single      | 70       |
| Canada Hot 100                             | 89       |
| États-Unis Billboard Dance/Club Play Songs | 27       |
| États-Unis Billboard Hot 100               | 77       |

| Pays                                           | Certification (sales thresholds) |
| ---------------------------------------------- | -------------------------------- |
| Canada Canadian Recording Industry Association | 2 × Platine                      |
| États-Unis RIAA                                | 3 × Platine                      |

## Historique de sortie
| Pays        | Date             | Format                 | Version                |
| ----------- | ---------------- | ---------------------- | ---------------------- |
| États-Unis  | 1er février 2010 | Téléchargement digital | Disco Fries Remix      |
| Australie   | 2 février 2010   | Téléchargement digital | Disco Fries Remix      |
| Belgique    | 26 février 2010  | Téléchargement digital | Radio Edit             |
| Belgique    | 19 mars 2010     | Téléchargement digital | EP                     |
| Belgique    | 19 mars 2010     | Téléchargement digital | Album version / face B |
| Irlande     | 8 avril 2010     | Téléchargement digital | Radio Edit             |
| Irlande     | 8 avril 2010     | Téléchargement digital | EP                     |
| Royaume-Uni | 8 avril 2010,    | Téléchargement digital | Album version          |
| Royaume-Uni | 8 avril 2010,    | Téléchargement digital | EP                     |
| Allemagne   | 9 avril 2010     | CD single              | Radio edit             |